# Diana Nyad
Diana Nyad /ˈnaɪˌæd/ (nascida Sneed; 22 de agosto de 1949) é uma escritora, jornalista, palestrante motivacional, linguista e nadadora de águas abertas estadunidense. Nyad ganhou atenção nacional em 1975, quando nadou ao redor de Manhattan (28 milhas ou 45 km) em tempo recorde, e em 1979, quando nadou de North Bimini, nas Bahamas, até Juno Beach, na Flórida (102 milhas ou 164 km).
Em 2013, em sua quinta tentativa e, aos 64 anos, ela conseguiu nadar de Havana, Cuba, até Key West (uma viagem que levou mais de 160 quilômetros), completando a terceira travessia a nado conhecida no Estreito da Flórida depois de Walter Poenisch em 1978, e Susie Maroney em 1997. Ambos os esforços anteriores envolveram uma gaiola de tubarão e, no caso de Poenisch, barbatanas e vários apoios curtos em sua embarcação de escolta. Nyad usou um traje protetor de água-viva, mergulhadores de tubarões e dispositivos eletrônicos repelentes de tubarões. Sua travessia de Cuba para a Flórida teve a ratificação negada devido à documentação incompleta, relatórios conflitantes da tripulação e regras de uma organização que não existia no momento da natação. O Guinness World Records revogou a conquista de Nyad.

## Juventude e educação
Nyad nasceu na cidade de Nova Iorque em 22 de agosto de 1949, filha de Lucy Winslow Curtis (1925–2007) e do corretor da bolsa William L. Sneed Jr. Sua mãe era bisneta de Charlotte N. Winslow, inventora dos xaropes Winslow, medicamento popular à base de morfina para a dentição de crianças, fabricado de 1849 até a década de 1930. Ela também era sobrinha-neta da ativista dos direitos das mulheres Laura Curtis Bullard.
Os Sneeds se divorciaram em 1952, após Lucy casar-se com um homem outrora conhecido como Aristotle Z. Nyad, que mais tarde foi revelado ser Aris Notaras, um indivíduo com vários pseudônimos. Notaras, que tinha uma história complexa envolvendo questões legais e uma condenação por contrabando, adotou Diana após o casamento. A família mudou-se para Fort Lauderdale, onde ela começou a nadar seriamente na sétima série.
Ela foi matriculada na escola particular Pine Crest em meados da década de 1960, nadando sob a tutela do treinador olímpico Jack Nelson, que, segundo ela, a molestou, começando quando ela tinha quatorze anos e continuando até se formar no Ensino Médio. Nessa época, ganhou três campeonatos do estado da Flórida no nado costas nas 100 jardas. Ela sonhava em nadar nos Jogos Olímpicos de Verão de 1968, mas em 1966 passou três meses de cama com endocardite e, quando começou a nadar novamente, havia perdido velocidade.
Depois de se formar na Pine Crest em 1967, ela ingressou na Universidade Emory, mas acabou sendo expulsa por pular da janela de um dormitório do quarto andar usando um paraquedas. Ela então se matriculou no Lake Forest College, em Illinois, onde voltou a nadar, concentrando-se em provas de distância. Ela logo chamou a atenção de Buck Dawson, diretor do International Swimming Hall of Fame na Flórida, que a apresentou à maratona de natação. Ela começou a treinar em seu Camp Ak-O-Mak em Magnetawan, Ontário, e estabeleceu um recorde feminino de percurso de 4 horas e 22 minutos em sua primeira corrida, uma natação de 16 km no Lago Ontário em julho de 1970, terminando em décimo lugar. Depois de se formar no Lake Forest em 1973 com uma licenciatura em inglês e francês, Nyad matriculou-se num programa de doutoramento em Literatura Comparada na Universidade de Nova Iorque em 1973 e também prosseguiu a sua carreira de natação em maratonas.